# Kržišče (gmina Cerknica)
Kržišče – wieś w Słowenii, w gminie Cerknica. W 2018 roku liczyła 6 mieszkańców.